# Mötet i Örebro 1308
Mötet i Örebro 1308 var en sammankomst som hölls i Örebro för att diskutera och besluta om Sveriges angelägenheter. Det genomfördes under mars 1308 med en överenskommelse underskriven 26 mars.
På mötet diskuterades frågor mellan bröderna och hertigarna Erik, Valdemar och Birger, varvid en förlikning ingicks. Kung Birger avstod nära 2/3 av Sverige i förläning till sina bröder.